# Orchan (chan Wielkiej Bułgarii)
Orchan – chan protobułgarskiego plemienia Onogurów, twórca odrodzenia Wielkiej Bułgarii w I połowie VII wieku
Informacje dotyczące Orchana są bardzo fragmentaryczne. Był stryjem Kubrata, przyjmuje się zatem, że pochodził tak jak on z rodu Dulo. Istnieje jednak również próba utożsamienia go z wymienionym w Imienniku chanów protobułgarskich poprzednikiem Kubrata Gostunem z rodu Erbi.
Orchan zjednoczył plemiona protobułgarskie nad Kubaniem powołując do istnienia związek plemienny Onogurów (od tureckiego: on-yghur – „dziesięć sprzymierzonych plemion”). Pomimo zależności swego ludu od kagana Türkütów nawiązał kontakty z Bizancjum. Cesarstwo poszukiwało w tym czasie sprzymierzeńców przeciwko stanowiącym dlań poważne zagrożenie Awarom, którzy jednocześnie utrzymywali w zależności od siebie zachodnie plemiona protobułgarskie – Kutigurów. Najprawdopodobniej to on był owym bezimiennym władcą protobułgarskim, opisywanym w źródłach bizantyjskich, który w 619 roku przybył do Konstantynopola wraz z rodziną i licznym orszakiem, został uroczyście przyjęty przez cesarza Herakliusza, przyjął chrzest i tytuł patrycjusza rzymskiego i powrócił do swego kraju jako sprzymierzeniec Bizancjum przeciw Awarom. Być może wtedy właśnie Kubrat został zakładnikiem w Konstantynopolu. Po śmierci stryja Kubrat przejął władzę w państwie.